# Noc (Matouš Lipus)
Noc je betonová exteriérová plastika, jejímž autorem je sochař Matouš Lipus (*1987). Nachází se v parku Vrch Vítkov ve svazích v blízkosti vrcholu kopce Vítkov v Praze 3 - Žižkov, v geomorfologickém celku Pražská plošina.

## Historie a popis
Abstraktní a netradiční dílo asymetrického profilu je umístěno na trávníku u chodníku. Bylo odhaleno v říjnu 2014. Vzniklo také ze soutěže mladých autorů Sochy na Vítkově, kde se umístilo na druhém místě. Prvotní menší interiérová verze díla však vznikla jež v roce 2013 a v přeneseném významu je personifikací animální bytosti, plné chaosu, v jejímž celém těle vnitřně bojuje abstrakce a neprostupná hlubina. Zároveň může být chápáno jako možná vize naší blízké budoucnosti, kdy v čase po blackoutu nastane soumrak elektrických světel. Dílo, které je na povrchu nepravidelně zvrásněno, vzniklo technikou modelování.

## Další informace
Dílo je celoročně volně přístupné.

## Galerie

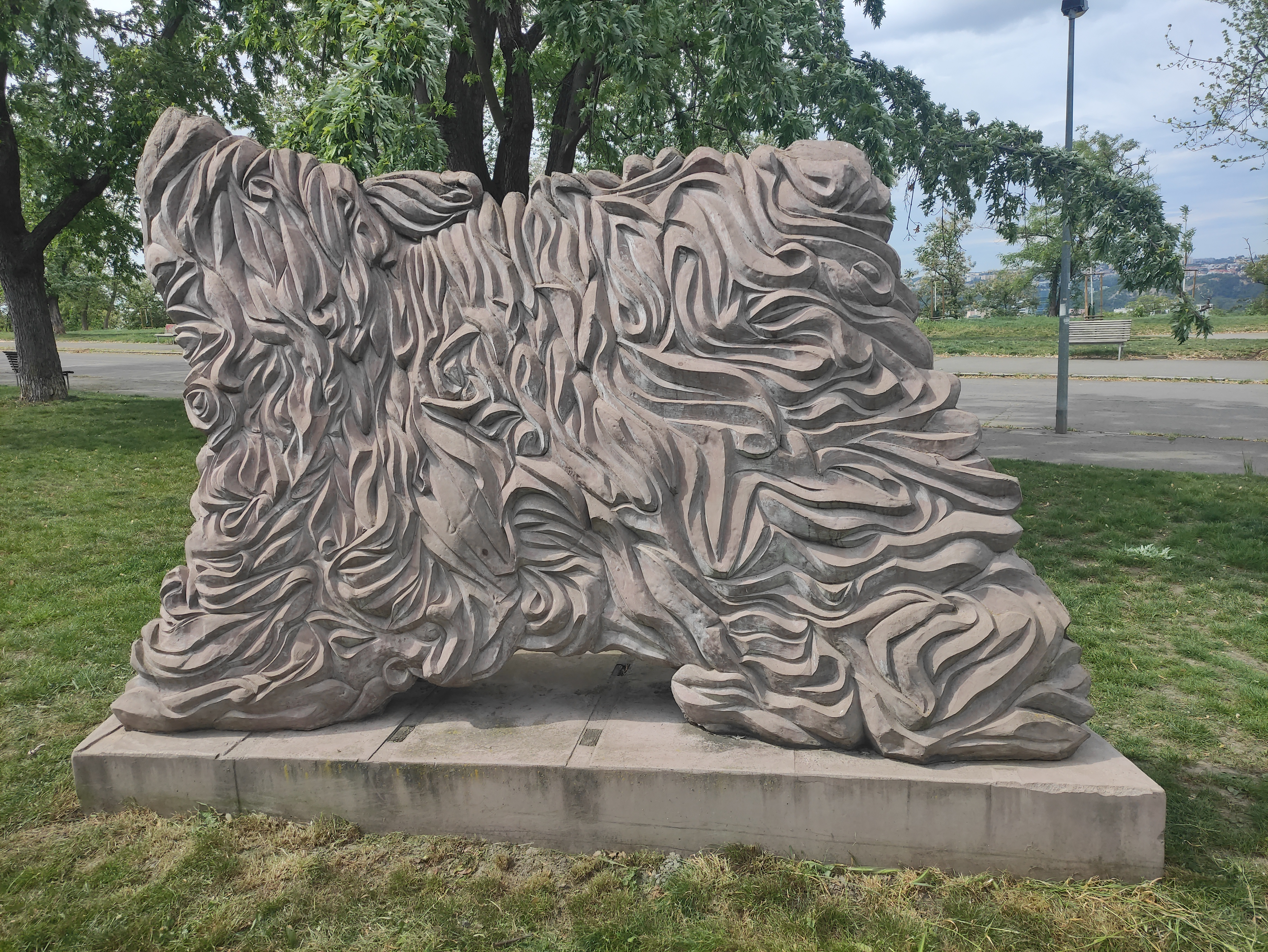
Čelní pohled
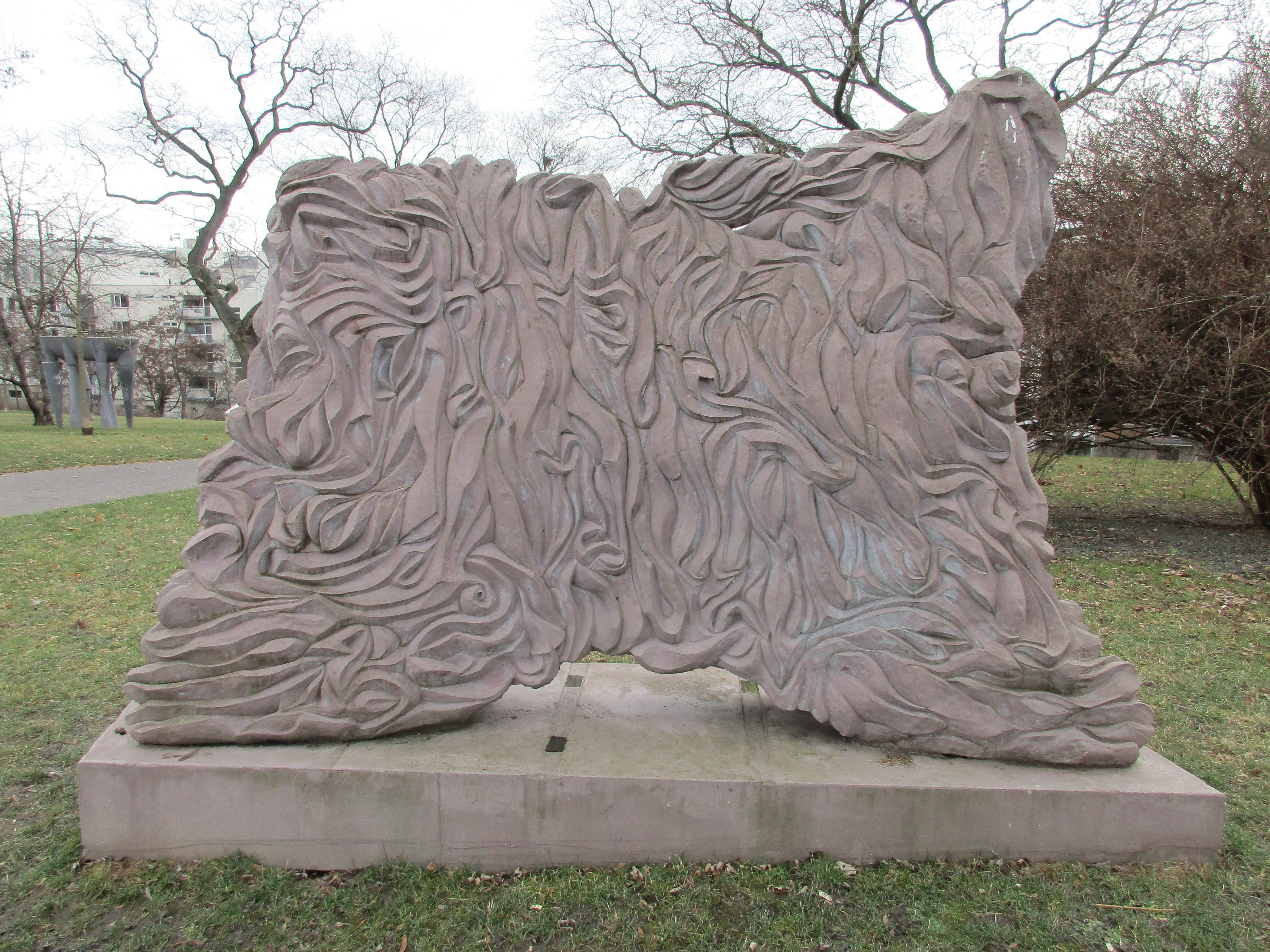
Zadní pohled